# 티투스 리비우스

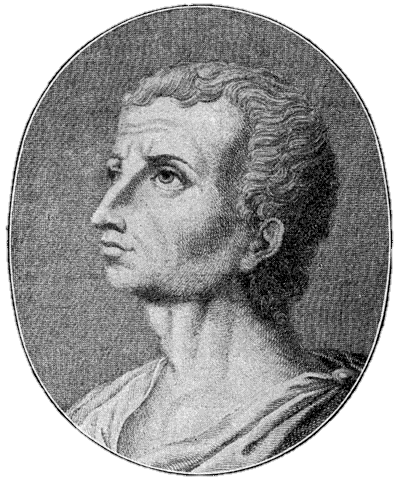
리비우스의 상상도.

티투스 리비우스 파타비누스(라틴어: Titus Livius Patavinus 티투스 리위우스 파타위누스[*], 기원전 59년 ~ 17년)는 고대 로마 역사가다. 파타비움 (오늘날의 파도바) 출신으로, 비슷한 나이인 아우구스투스와 우정을 나누었으나 정치생활과는 인연을 맺지 않고 142권이라는 방대한 《로마사》 저술에 몰두하였다.

## 로마사
현존하는 것은 제1권-제10권, 제21권-제45권(제41권과 제43권은 불완전) 등 불과 35권이다. 전자는 로마 도시국가의 전설적 기원에서 시작하여 왕정시대를 거쳐 공화정의 초기를 취급했고, 후자는 포에니 전쟁과 마케도니아 전쟁을 주제로 하고 있다. 그는 로마를 위대하게 만든, 왕년의 로마 사람을 묘사하고 그가 사는 시대의 혼란을 낳게 한 도덕적 퇴폐를 탐구하여 여기에서 독자가 교훈을 얻기를 바랐다. 이러한 윤리적 주제에 대한 진지한 정열과 극적인 묘사와 표현이 풍부하고도 명확한 문체로 해서 이 《로마사》는 연대기적 역사기술의 정상에 올라서 있다.